# Lieven Gevaert

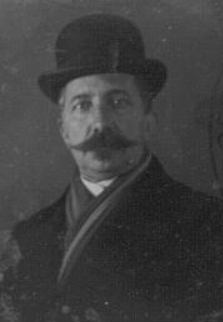
Lieven Gevaert ca 1918

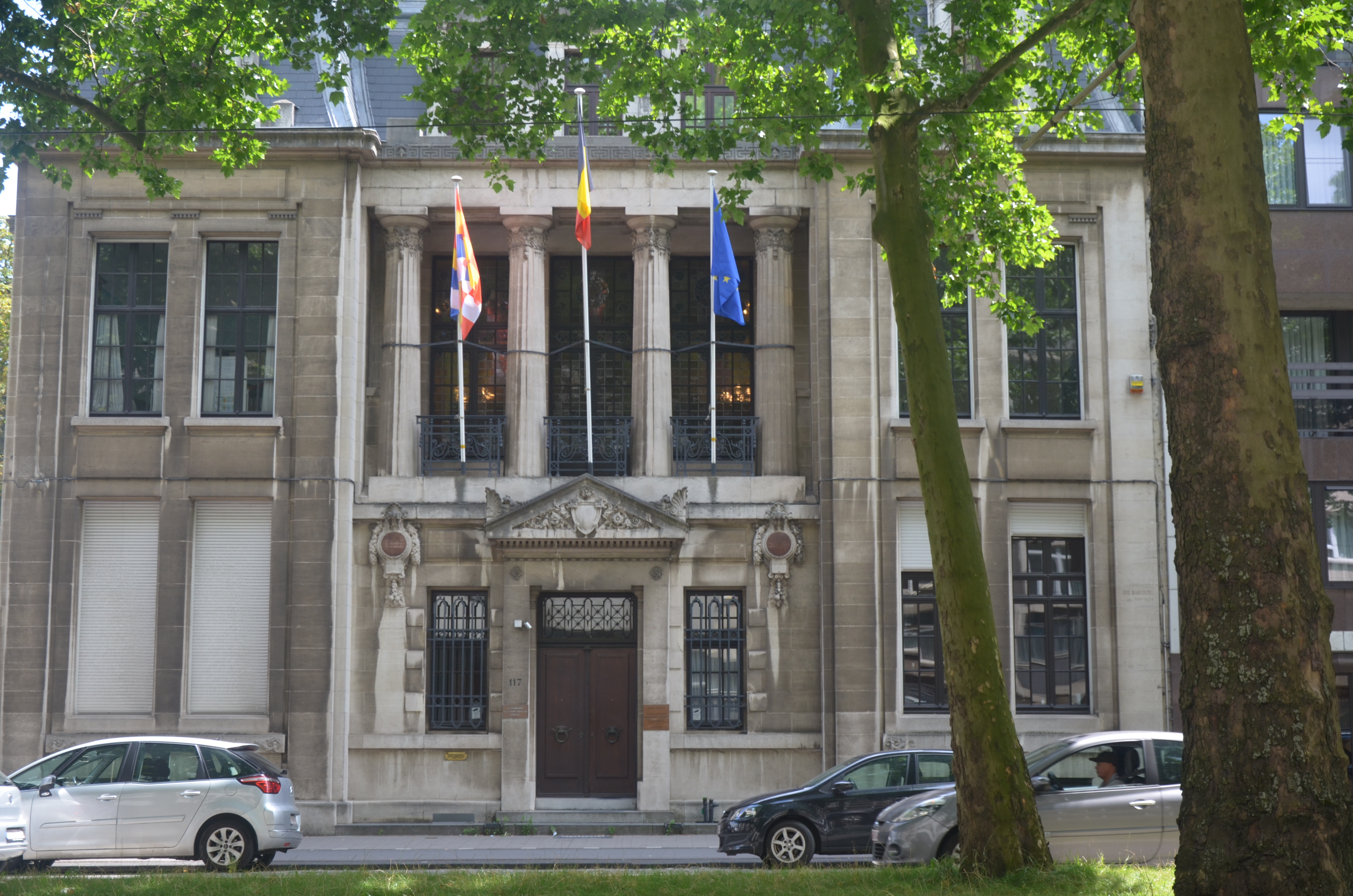
Voormalige residentie Lieven Gevaert te Antwerpen

Lieven Gevaert  (Antwerpen, 28 mei 1868 - Den Haag, 2 februari 1935) was een Belgisch Vlaamsgezind ondernemer. 

## Levensloop
Na de lagere school, volgde Gevaert lager middelbaar onderwijs in Hoogstraten en Mechelen. Hij begon zijn loopbaan in het bedrijf van zijn moeder dat op ambachtelijke wijze fotopapier produceerde. Hij bleef verder studeren en leerde op eigen houtje Frans, Duits en Engels, wat hem toeliet de vakliteratuur te bestuderen over fotografische procedés. Reeds van jongs af was Gevaert sociaalvoelend en Vlaamsgezind. Hij werd sterk beïnvloed door de sociale encycliek Rerum Novarum van Paus Leo XIII en door de geschriften van Lodewijk De Raet. 
In 1889 richtte hij met zijn moeder een fotostudio op in de Antwerpse Montignystraat. De studio nam spoedig een hoge vlucht vanwege het fotopapier van eigen makelij dat werd gebruikt, en dat door zijn gelijkmatigheid van kwaliteit het cliënteel aantrok. In 1894 richtte hij de firma Lieven Gevaert & Co op, met geldschieters uit de middens van de Meetingpartij. In 1896 verhuisde de onderneming naar Mortsel en in 1904 kocht Gevaert een groot terrein aan de Septestraat, nu (2017) nog altijd de hoofdzetel van de onderneming. Gevaert trouwde in 1900 met Maria Prop (1872-1925) en kreeg vier kinderen. Zijn vrouw vergezelde hem meestal op zijn buitenlandse zakenreizen. Na haar dood vergezelde hem zijn oudste dochter Elsa. In 1913 kreeg hij een hartaanval en werd meermaals opgenomen in kuur- en rustoorden. Tijdens de Eerste Wereldoorlog vluchtte het gezin naar Nederland en ontmoette Gevaert heel wat politici en kunstenaars. Begin 1919 keerde het gezin terug naar België. Hij bleef actief, maar ziekte verhinderde hem om nog veel in de fabriek aanwezig te zijn. Hij liet op het nummer 117 van de Belgiëlei in 1912 een woonhuis in neoclassicistische stijl ontwerpen door architect Joseph Bascourt. Hij woonde er tot aan zijn dood. Later eigendom van de Belgische Staat geworden, werd het het Defensiehuis voor de Provincie Antwerpen.
In 1920 werd de firma omgevormd tot de naamloze vennootschap N.V. Gevaert Photo-producten. In 1964 fuseerde Gevaert Photo-Producten nv met het Duitse Agfa AG tot de Agfa-Gevaert Group. Als bedrijfsleider ondersteunde hij diverse Vlaamsgezinde initiatieven, maar bleef buiten de partijpolitiek. Zijn voornaamste streefdoelen waren de vernederlandsing van het bedrijfsleven en de uitbouw van een degelijk Nederlandstalig onderwijs als kweekvijver voor een Vlaamse elite. Toen in 1926 het Vlaams Economisch Verbond werd gesticht, aanvaardde Gevaert het voorzitterschap. 
Hij stichtte het Sint-Lievenscollege voor jongens en de Sint-Ludgardisschool voor meisjes in Antwerpen.

## Eerbetoon

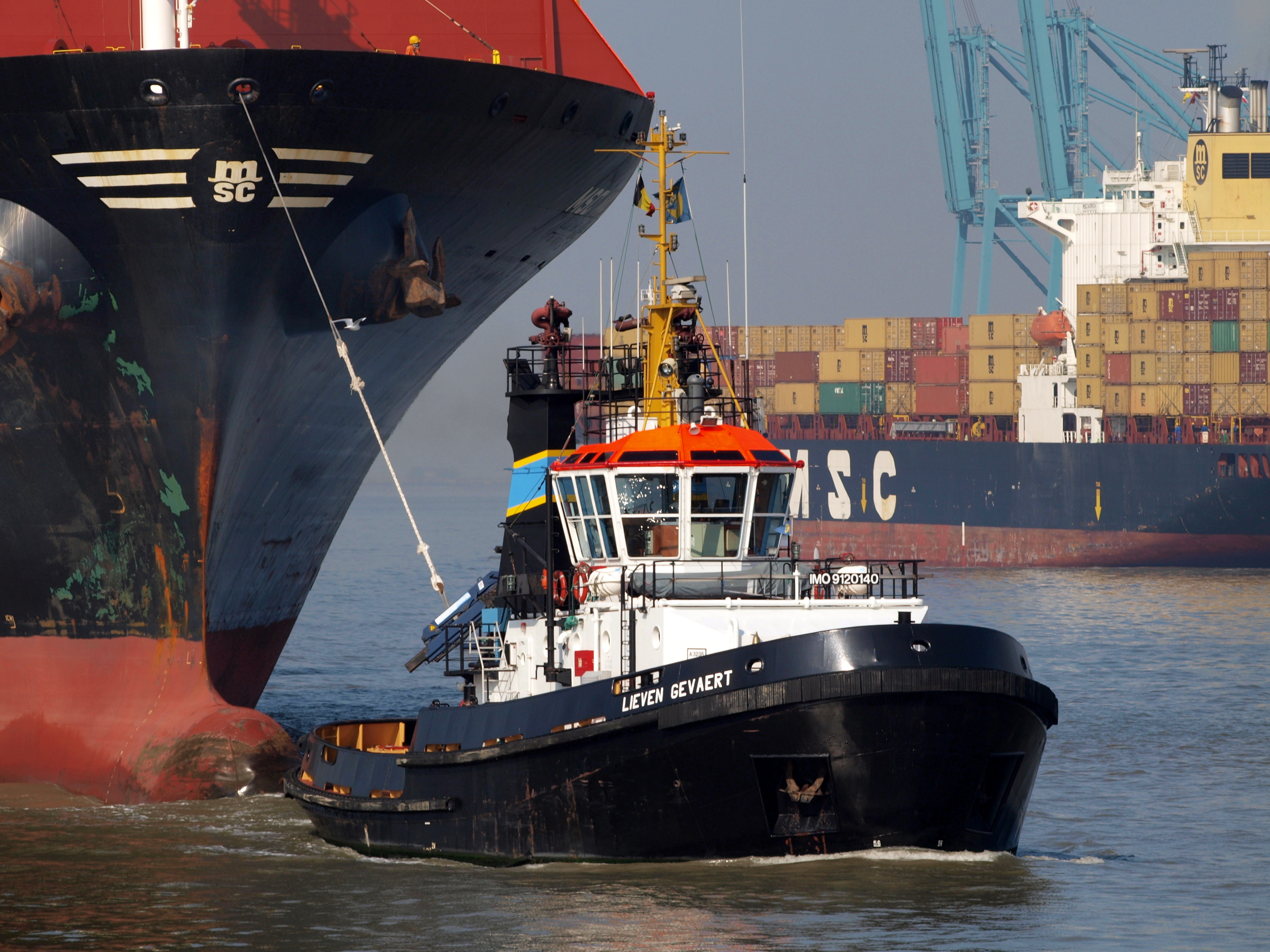
De sleepboot Lieven Gevaert

- Een van de zalen in het Antwerpse Museum voor Fotografie is naar hem genoemd.
- Er bestaat een Lieven Gevaert Research Centre for Photography in de Katholieke Universiteit Leuven en de Université catholique de Louvain. Het centrum geeft studies uit onder de verzamelnaam Lieven Gevaert Series.
- In Mortsel werd de Jenaplanschool Lieven Gevaert opgericht, een basisschool volgens het Jenaplan-concept.
- Binnen Agfa-Gevaert bestaat de Koninklijke Cinéclub Lieven Gevaert.
- Heel wat gemeenten hebben een Lieven-Gevaertstraat of -laan.
- De Belgische post heeft in 1957 een zegel ter nagedachtenis van Lieven Gevaert en Édouard Empain uitgegeven.
- In 2014 werd de katholieke scholengemeenschap Lieven Gevaert opgericht waartoe volgende secundaire scholen behoren: de Sint-Ludgardisscholen van Antwerpen en Merksem, de Sint-Michielscolleges van Schoten en Brasschaat, het Sint-Lievenscollege van Antwerpen, Onze-Lieve-Vrouw Instituut Pulhof Berchem en het Sint-Ursula-instituut van Wilrijk.
- Marnixring Internationale Serviceclub heeft in Antwerpen een ring (afdeling) die vernoemd is naar Lieven Gevaert.